# Rejon łuhyński
Rejon łuhyński – jednostka administracyjna wchodząca w skład obwodu żytomierskiego Ukrainy.
Rejon został utworzony w 1923 roku. Jego powierzchnia wynosi 994 km², a ludność liczy około 17 tysięcy mieszkańców. Siedzibą władz rejonowych są Łuhyny.
Na terenie rejonu znajduje się 1 osiedlowa rada i 16 silskich rad, obejmujących 47 wsi.

## Miejscowości rejonu
- (Березовий Груд)
- (Бобричі)
- Bołsuny (Бовсуни)
- (Буда)
- (Будо-Літки)
- (Чапаєвка)
- (Червона Волока)
- (Діброва)
- (Глухова)
- (Іванівка)
- (Калинівка)
- (Кам'яна Гірка)
- (Красносілка)
- (Красностав)
- (Кремне)
- (Крупчатка)
- (Леонівка)
- (Липники)
- (Літки)
- Łuhyny (Лугини)
- (Лугинки)
- (Малахівка)
- (Малий Дивлин)
- Nowa Rudnia[2] (Нова Рудня)
- (Нові Новаки)
- (Новосілка)
- (Осни)
- (Остапи)
- (Підостапи)
- (Повч)
- (Путиловичі)
- (Радогоща)
- (Рудня-Жеревці)
- (Рудня-Повчанська)
- (Солов'ї)
- (Станційне)
- (Старі Новаки)
- Starosillja (Makakowka, Старосілля)
- (Степанівка)
- (Теснівка)
- (Топільня)
- (Великий Дивлин)
- (Великий Ліс)
- (Вербівка)
- (Волошине)
- (Запілля)
- (Зарічка)
- (Жеревці)
- Żowtnewe (Жовтневе)